# Flora dell'Africa
La flora dell'Africa varia da zona a zona.
Quando l'Africa si separò dalle altre masse continentali sviluppò forme vegetali e animali peculiari. L'Africa è la parte del mondo che ha conservato più intatto il suo patrimonio vegetale e faunistico originario, anche a causa dello scarso popolamento umano.

## Flora delle diverse zone climatiche
La vegetazione africana può essere classificata in base a diverse zone climatiche (equatoriale, tropicale, arido e mediterraneo).

### Flora foresta tropicale

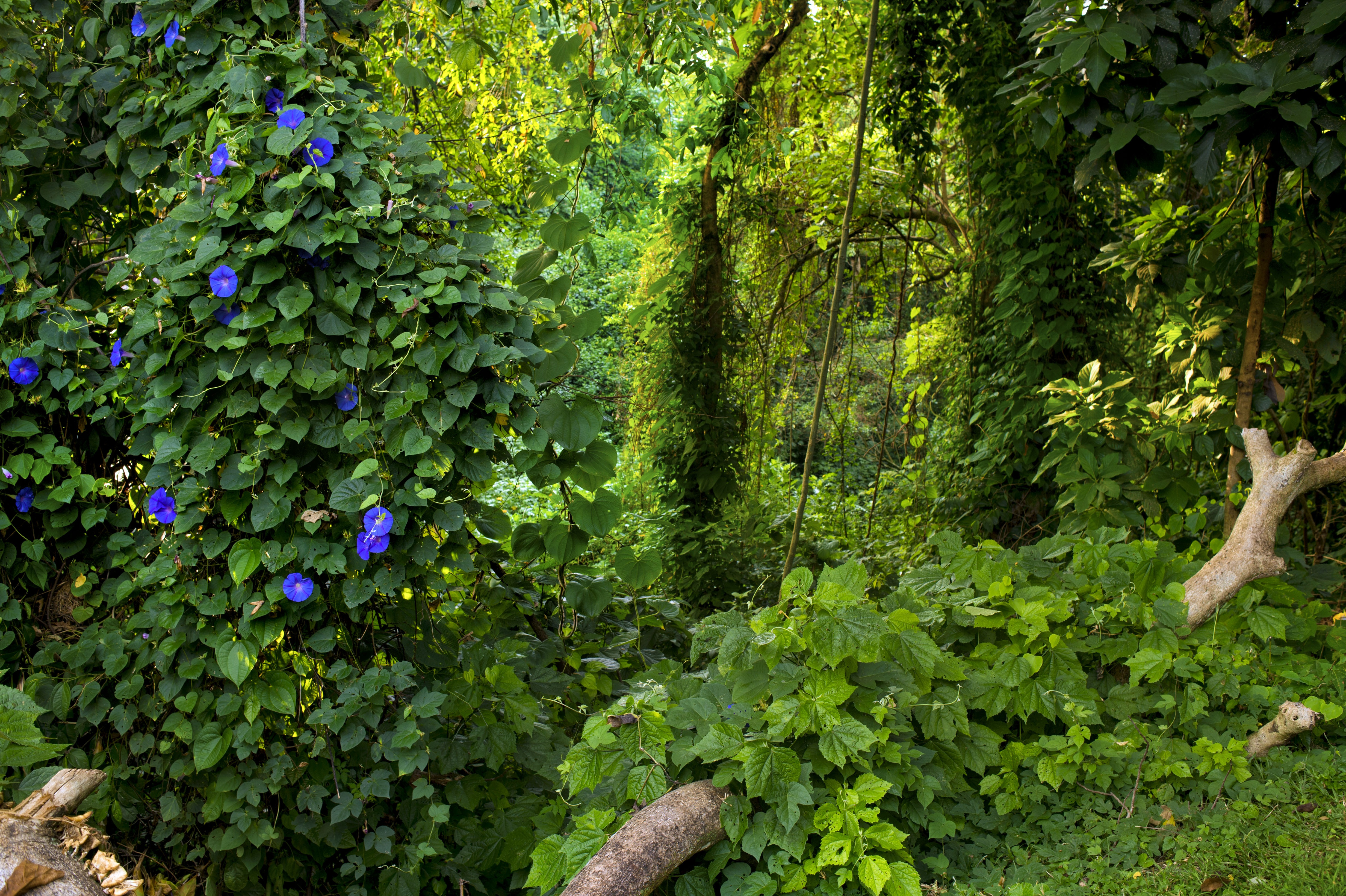
Giungla, Foresta tropicale in Uganda.

La foresta tropicale si estende nelle zone vicine all'equatore (clima equatoriale), contraddistinte dalla stabilità dovuta all'assenza di cambi stagionali. L’umidità è elevata e le precipitazioni sono sotto forma di rovesci e temporali. La foresta di queste zone viene detta appunto foresta pluviale a causa delle abbondanti piogge che la caratterizzano durante tutto l’anno.
Queste foreste sempreverdi sono contraddistinte da una tipica struttura a 5 strati in cui si sviluppa una moltitudine di habitat.
- Il primo strato è formato da alberi oltre i 40 m (emergenti), che si distaccano dalla vegetazione inferiore e formano uno strato che limita il passaggio di luce e aria (esempio Ceiba pentandra).
- La parte sottoposta è formata da alberi compresi tra i 20 e i 40 m simili ai superiori, che formano una volta continua.
- Il terzo strato è composto da alberi più piccoli o giovani delle specie più alte. Gli alberi più bassi raggiungono tra i 10 e i 30 m con una chioma che si estende verticalmente e che cresce e fruttifica sotto la volta principale.
- Lo strato sottostante è formato da piante legnose ricoperte da liane e piante epifite come alcune orchidee, felci e bromeliacee.
- Infine c’è il suolo (sottobosco) coperto di cespugli, erbe e un elevato numero di piante in decomposizione che formano uno strato sparso e santuario.

La diversa temperatura tra la volta e gli strati sottostanti della foresta equatoriale consente di avere l’ambiente con la maggiore biodiversità in Africa.

### Flora del deserto

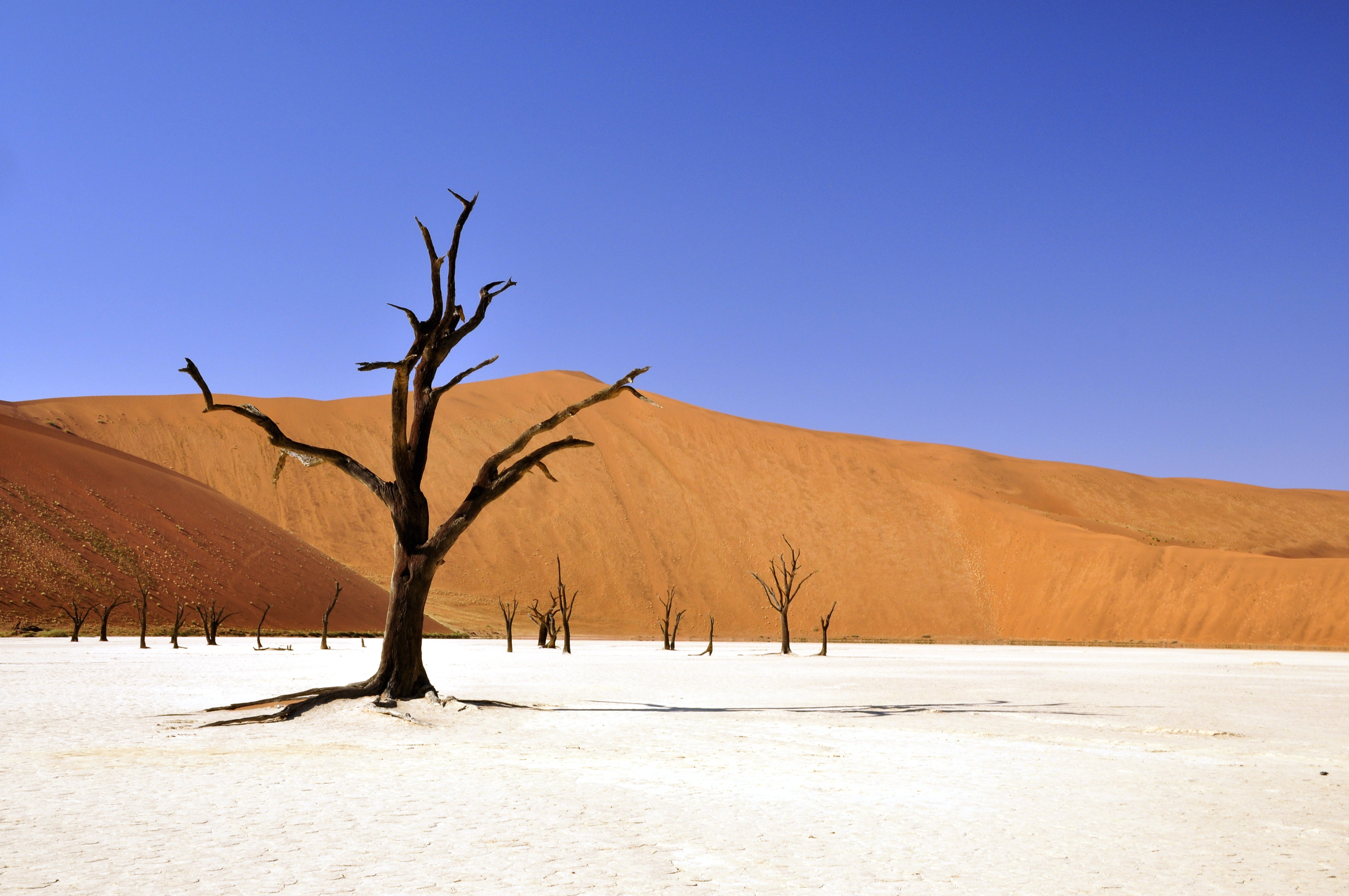
Deserto, Albero in Namibia

I deserti dell’Africa sono Sahara a nord, Kalahari e Namib a sud. Il deserto è caratterizzato da un clima arido, contraddistinto da inverni molto freddi ed estati altrettanto calde. Le piogge sono rare, concentrate soprattutto in primavera, e anche l’escursione termica giornaliera è fortissima. Durante il giorno le temperature arrivano infatti fino a 50 °C o più, la sera scendono addirittura sotto 0 °C.
La flora del deserto è molto rada, in alcune zone completamente assente, e si concentra prevalentemente nelle oasi. 
Alcune forme vegetali si sono adattate a tollerare il clima estremo del deserto e preferiscono un ambiente arido. La vegetazione è formata infatti prevalentemente da piante xerofile, in grado di sopportare lunghi periodi di tempo senz’acqua. Esiste una forte distribuzione di cespugli Xerofili appartenenti ai generi Tamarix, Pistacia, Ziziphus, Retama, Calligonum ecc.
Altre piante per combattere la siccità, hanno sviluppato adattamenti specifici, crescendo solo nei luoghi più favorevoli alla loro sopravvivenza. Alcuni particolari vegetali si sono evoluti formando una consistente rete di radici che vengono spinte anche a profondità considerevoli, alla ricerca di un livello umido sotto lo strato di terreno sotterraneo più secco. Le radici una volta raggiunto il livello favorevole allo sviluppo si ramificano in gran numero (acacie, tamerici).
Le piante grasse sono vegetali in grado di immagazzinare grandi quantità di acqua nei fusti o negli organi sotterranei. Sono tipiche degli ambienti desertici e il loro particolare adattamento consente di conservare l'acqua eliminando la traspirazione. Inoltre sono formate da un tessuto duro e impermeabile per evitare perdite della riserva d’acqua (per esempio: Pachypodium). Le foglie delle piante del deserto possono avere una cuticola particolarmente spessa, oppure riducono la superficie della foglia, a volte sostituendola con formazioni spinose.
Alcune piante, come le piante effimere, sfruttano i periodi fertili abbreviando il loro ciclo vegetativo e crescono quasi immediatamente dopo le piogge. Germogliano e fruttificano prima che il territorio ritorni arido. Alcune specie sono legnose alla base ma con gemme sotterrate: la parte erbacea secca annualmente per poi ricrescere con le piogge (per esempio, sono di questo tipo le Artemisie).
In questo ambiente si trovano anche alcuni tipi di graminacea (stipe). Solo nel deserto è possibile trovare la Welwitschia mirabilis, una particolare pianta che Charles Darwin definì "l'ornitorinco del regno vegetale". L'ornitorinco, infatti, nonostante possegga molti tratti tipici dei mammiferi ha delle caratteristiche appartenenti agli uccelli facendo così da anello di congiunzione tra le due classi. Allo stesso modo la Welwitschia mirabilis potrebbe rappresentare la relazione tra le gimnosperme e le angiosperme (piante con fiori). Questa pianta è botanicamente unica ed è forata da un tronco spesso e corto, una radice a fittone e due grosse foglie lunghe fino a 5 metri: diversamente dalle altre piante, non produce altre foglie ma sviluppa per tutta la vita le prime due. Col tempo le foglie crescono e le loro estremità si scuriscono, sfilacciano e muoiono. 
Per sopravvivere al clima estremo del deserto le foglie assorbono l’umidità derivante dalla nebbia prodotta dall’oceano Atlantico.
Nelle oasi si trovano le palme da dattero (Phoenix dactylifera), alberi di agrumi, erbe aromatiche, miglio, ortaggi e frutta. 
Le poche persone che popolano il deserto sono soprattutto tribù nomadi che, spostandosi da un'oasi all’altra, vivono di bestiame.

### Flora della savana

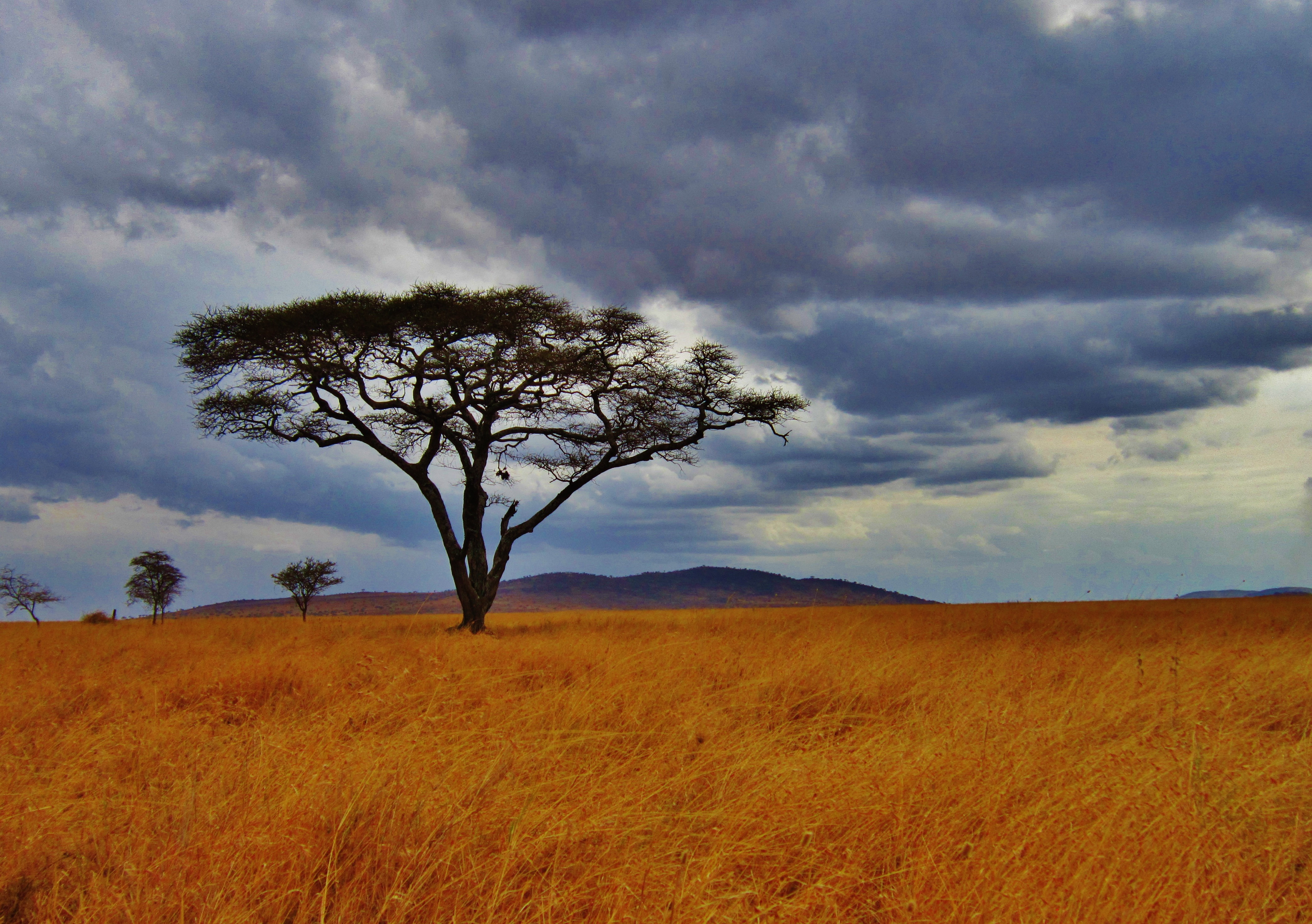
Albero Acacia Africa Tanzania

La savana è una prateria con una vegetazione prevalentemente formata da erbe alte (per esempio, Pennisetum purpureum) e arbusti. Presenta inoltre alberi isolati come baobab (Adansonia digitale) e vari tipi di acacie: Vachellia seyal, Senegalia senegal, S. ataxacantha, Acacia tortilis, l'acacia drepanolobium e così via. 
La savana è caratterizzata da due stagioni ben definite, di circa 6 mesi ciascuna: una piovosa, simile al clima temperato, e l'altra arida, simile al clima desertico.  Nel corso della stagione piovosa si colmano gli stagni e i ruscelli; la vegetazione cresce rapidamente fornendo così un habitat ideale per grandi erbivori (elefanti, giraffe, zebre e gazzelle) prede di carnivori come leoni e leopardi. Nel corso della stagione secca le piante appassiscono e gli animali sono costretti a compiere viaggi lunghi alla ricerca di cibo e acqua.

### Flora mediterranea
In Africa questo clima è distribuito sulle coste che si affacciano sul Mediterraneo e quelle occidentali dell’Africa meridionale. La flora è erbacea e arbustiva (Erica arborea, Euforbia arborea) con alcune piante xerofite. Sono tipici di queste zone gli alberi sempreverdi, capaci di resistere alla siccità (leccio, sughera e carrubo).

## Flora a rischio

### Pericolo di estinzione
Un terzo della flora tropicale africana è a rischio di estinzione. Nel 2019  è stato valutato il grado di conservazione della flora su scala continentale portando alla stesura di una lista rossa gestita dall’Unione internazionale per la conservazione della natura. Le regioni più colpite sono Etiopia, Africa occidentale, Tanzania centrale e Repubblica democratica meridionale del Congo. 
Le diverse specie di piante tropicali africane che potrebbero sparire a breve sono quasi 7000, che corrispondono al 33% delle specie. 
Alla base di questo rischio sono soprattutto gli interventi intensivi dell’uomo collegati alle attività come lo sfruttamento del legname e l'estrazione mineraria. Ulteriori responsabili del rischio di estinzione sono i cambiamenti climatici e l’aumento della popolazione umana. 
Grazie a queste valutazioni di conservazione delle piante amir tropicali si possono ricavare informazioni importanti per migliorare la gestione della biodiversità in Africa e promuovere uno sviluppo economico sostenibile.

### Economia e flora
È stato effettuato uno studio su come la creazione di “corridoi di sviluppo”, ovvero strade, ferrovie, oleodotti e impianti portuali, possa avere un forte impatto ambientale nell’Africa subsahariana. Questo accrescimento della produzione servirebbe all'integrazione economica dell'Africa ma con tragiche conseguenze ambientali. Il problema è dunque nato dovendo amir conciliare l’urgente necessità di rinforzare l’economia con la protezione dell'ambiente, tutelando la moltitudine di biodiversità presenti sul territorio.
Mappando alcuni di questi corridoi di sviluppo si riscontrerebbero effetti negativi per l'ambiente. Le terre a maggior rischio sono concentrate nelle zone equatoriali, e in particolare nel bacino del Congo, in Africa occidentale, e nelle savane tropicali.
Questo pericolo ha portato gli scienziati a richiamare finanziatori internazionali e investitori privati ad analizzare attentamente i progetti per non incorrere in una crisi ambientale nonostante gli interessi economici in gioco.

## Piante utilizzate
Molte piante sono utilizzate dalle popolazioni locali come cibo o rimedi naturali, come ad esempio:
Ocimum gratissimum, Baobab, Coffea Stenophylla, Cola(viene utilizzata durante riti e cerimonie, per dare il benvenuto agli invitati, come simbolo di amicizia), Karité, Madd, Olio di Kobi, Pasta Katta.